# 才藤浩
才藤 浩（さいとう ひろし、1961年9月4日 - ）は、オリンピックの近代五種選手。

## 人物
- 熊本県出身。熊本県立多良木高等学校を卒業後、自衛隊体育学校所属[1]。1988年のソウルオリンピックに出場[2]、2012年ロンドンオリンピックでは監督を務めた[1]。
- 娘は近代五種兼フェンシング選手の才藤歩夢[3]。